# Amagi (Vulkan)
Der Amagi (jap. 天城山, Amagi-san, dt. „Himmlisches Schloss“) ist ein inaktiver Vulkan auf der japanischen Insel Honshū. Er liegt im Osten der Präfektur Shizuoka auf der Izu-Halbinsel und bildet dessen höchsten Punkt. Der Amagi setzt sich aus mehreren aneinander gereihten Gipfeln zusammen, die eine Höhe von bis zu 1406 m T.P. erreichen und in ihrer Gesamtheit auch als Amagi-Bergkette (天城連山, Amagi-renzan) bezeichnet werden.

## Geographie und Geologie
Der Amagi ist ein Schichtvulkan, der während des Quartärs vor rund 600.000 bis 200.000 Jahren durch Eruptionen entstand. Die sich nordwärts schiebende Philippinische Platte kollidierte damals mit der Ochotsk-Platte und bildete die heutige Izu-Halbinsel. Als die Eruptionen schließlich aufhörten, setzte die Erosion ein und gab der Bergkette ihre heutige Form mit sich überlappenden Schlacken- und Aschenkegeln.
Da der einstige Vulkankrater zu einem großen Teil durch die Erosion abgetragen wurde, gibt es keine eigentliche Erhebung mit diesem Namen. Vielmehr bezeichnet Amagi eine Gruppe von Gipfeln, die sich in Ost-West-Richtung über eine Entfernung von rund 15 km aneinanderreihen. Es sind dies der Tōgasa-yama (遠笠山, 1197 m T.P.), der Umanose (八丁池, 1325 m T.P.), der Banjirō-dake (万二郎岳, 1299 m T.P.), der Bansaburō-dake (万三郎岳, 1406 m T.P.) und der Kotake (小岳, 1360 m T.P.). Ganz im Westen liegen der Amagi-Pass und der Hatcho-Teich (八丁池, Hatchōike). In der Nähe entspringt der Kano, der längste Fluss auf der Izu-Halbinsel und der einzige in der Präfektur Shizuoka, der überwiegend nordwärts fließt.

## Geschichte
Seit der Kamakura-Zeit waren die Wälder um den Amagi einer umfangreichen Holzfällerei unterworfen, während des 16. Jahrhunderts zogen die Hōjō allmählich die Kontrolle über die Holzproduktion an sich. Während der frühen Edo-Zeit nutzten die Bewohner der umliegenden Dörfer die Wälder vor allem zur Produktion von Holzkohle, die sie dann in Edo verkauften. Im 17. Jahrhundert stellte das Tokugawa-Shōgunat neun Baumarten unter Schutz, die nur zum amtlichen Gebrauch und nicht mehr von Privaten gefällt werden durften. Es waren dies Hinoki-Scheinzypresse, Immergrüne Japanische Eiche, Japanische Rotkiefer, Japanische Zelkove, Kampferbaum, Momi-Tanne, Sawara-Scheinzypresse, Sicheltanne und Südjapanische Hemlocktanne. Ausgehend vom Oberlauf des Flusses Abe breitete sich die Kultivierung von Wasabi auch hier aus und entwickelte sich neben Tee und Shiitake-Pilzen zu einer Spezialität der Region.
Lange Zeit war die Gegend um den Vulkan nur auf dem Wasserweg entlang der Küste und auf schmalen Pfaden erreichbar. Dies änderte sich um 1880 mit der Eröffnung der Shimoda-Hauptstraße, die für Fuhrwerke befahrbar war. 1905 wurde der Amagi-Tunnel eröffnet, wodurch auch die Anfahrt mit dem Auto möglich war. Der in den Fels gehauene Tunnel entwickelte sich aufgrund seiner Beschreibung in zahlreichen literarischen Werken, insbesondere in der Erzählung Die Tänzerin von Izu des Literaturnobelpreisträgers Kawabata Yasunari, zu einer Touristenattraktion. 1970 wurde der alte Tunnel um einen modernen Neubau ergänzt.
Mehrere Kriegsschiffe der Kaiserlich Japanischen Marine wurden nach dem Vulkan benannt, darunter eine Korvette, ein Schlachtkreuzer und ein Flugzeugträger.

## Klima und Natur
Seit 1955 gehört der Vulkan Amagi zum Fuji-Hakone-Izu-Nationalpark. Die Region besitzt ein feuchtwarmes Mikroklima, das sich von jenem anderer Küstenabschnitte unterscheidet. Feuchte Winde vom Pazifik führen wegen der exponierten Lage des Amagi zu stark erhöhter Wolkenbildung und vor allem im Sommer zu sehr hohen Niederschlagsmengen. Im Jahr können sie mehr als 4000 mm betragen. Die zahlreichen Niederschläge fördern an den Berghängen das Wachstum eines gemäßigten Regenwalds mit immergrünen Pflanzen und Laubbäumen. In höheren Lagen, wo es im Winter auch schneien kann, kommen auch Nadelbäume vor.